# Randa (Svizzera)
Randa (toponimo tedesco) è un comune svizzero di 444 abitanti del Canton Vallese, nel distretto di Visp.

## Geografia fisica

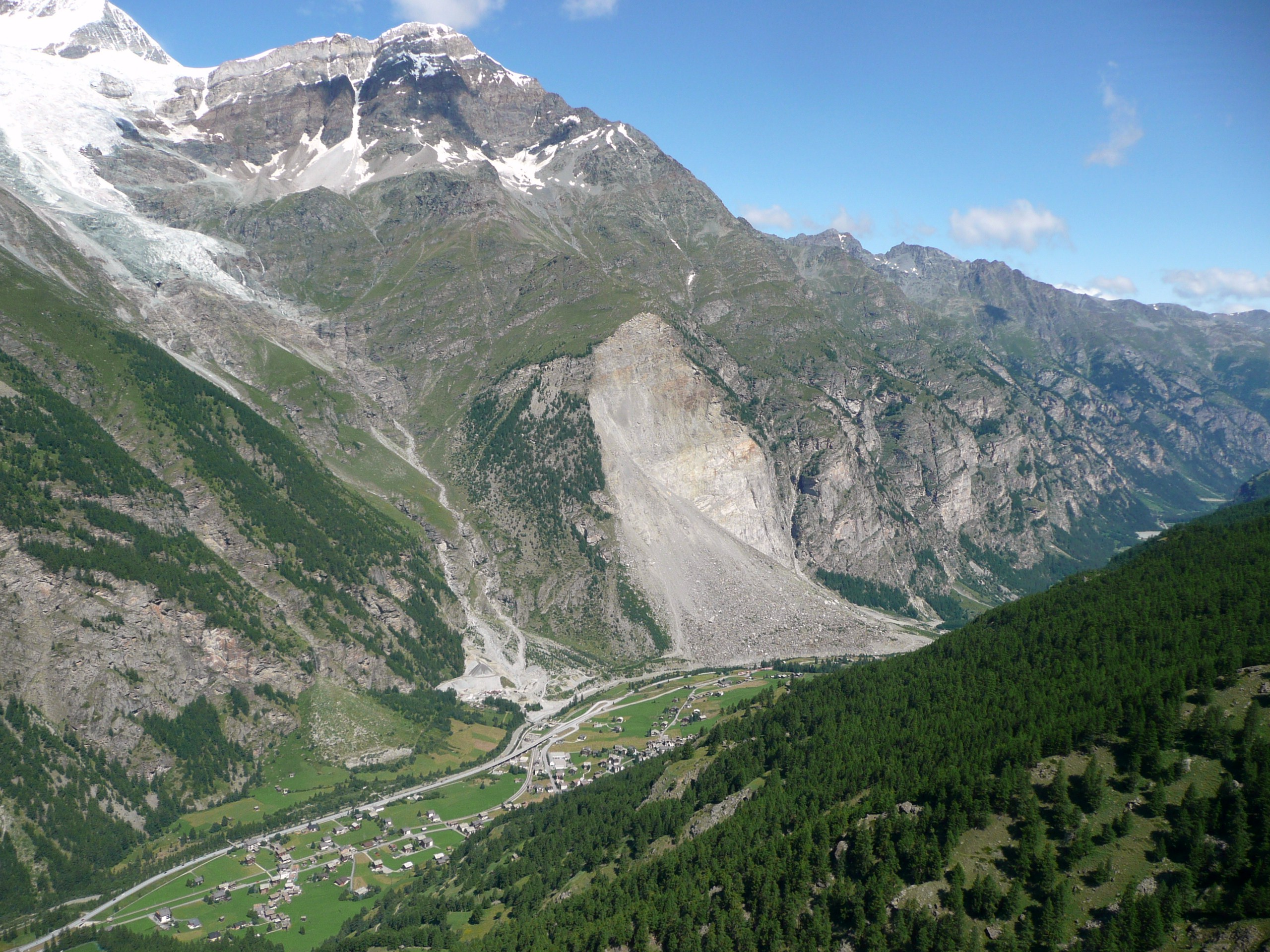
Il paese visto dall'alto con la frana del 1991

Randa si trova nella Mattertal, la valle di Zermatt. Il punto più basso del comune si trova a 1 270 m s.l.m. mentre il punto più alto è la vetta del monte Dom, a 4 545 m s.l.m. Nel 1991 una grande frana sommerse la frazione di Unterlerch.

## Monumenti e luoghi d'interesse

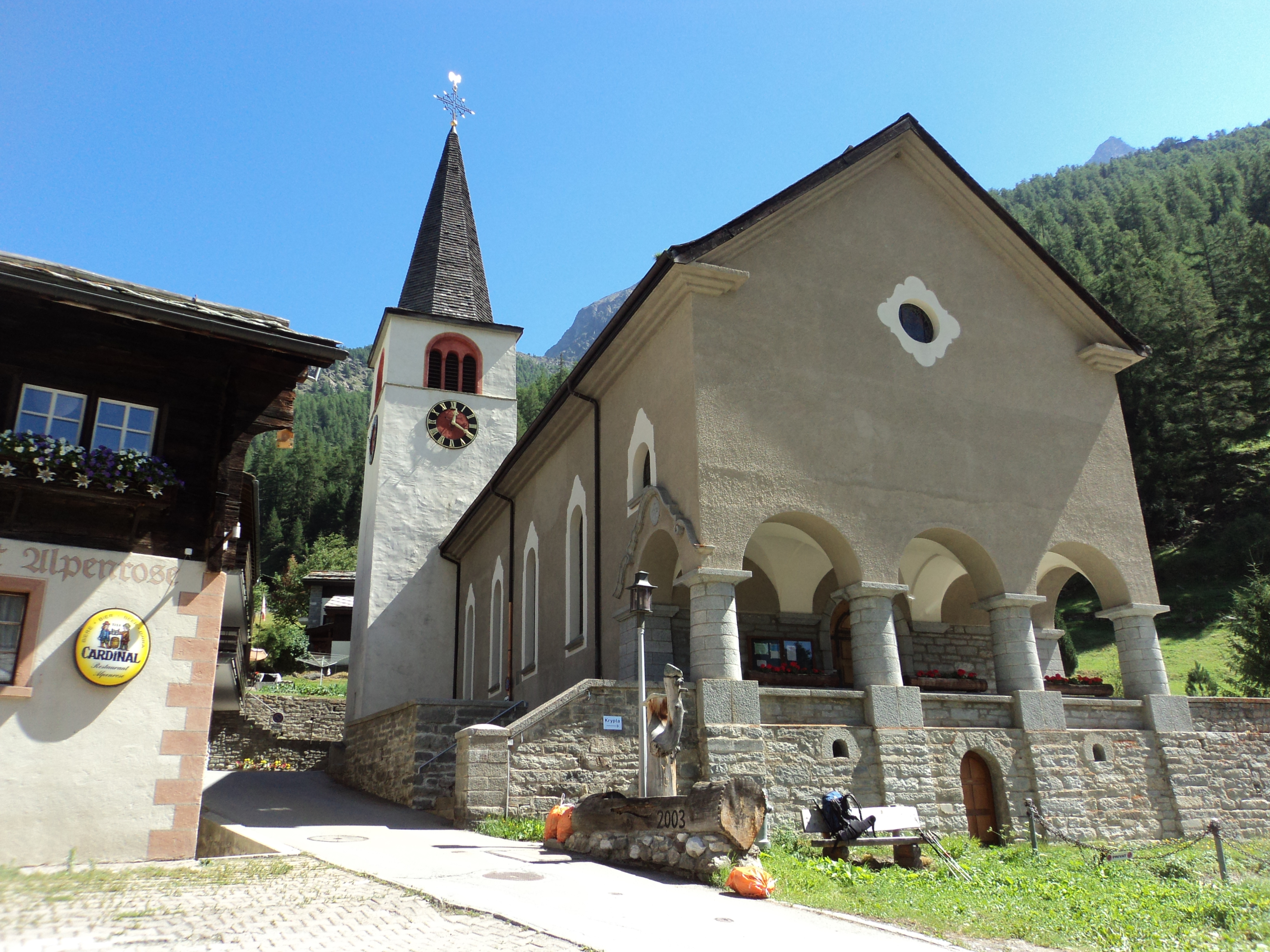
La chiesa di San Sebastiano

- Chiesa parrocchiale cattolica di San Sebastiano, eretta nel 1716[1];
- Rifugio Domhütte (2 940 m s.l.m.);
- Rifugio Weisshornhütte (2 932 m s.l.m.);
- Rifugio Europahütte (2 220 m s.l.m.).

## Società

### Evoluzione demografica
L'evoluzione demografica è riportata nella seguente tabella:
Abitanti censiti

## Economia
Randa è una località di villeggiatura e base alpinistica sviluppatasi a partire dagli anni 1850; si trova lungo il percorso escursionistico Tour del Cervino.

## Infrastrutture e trasporti

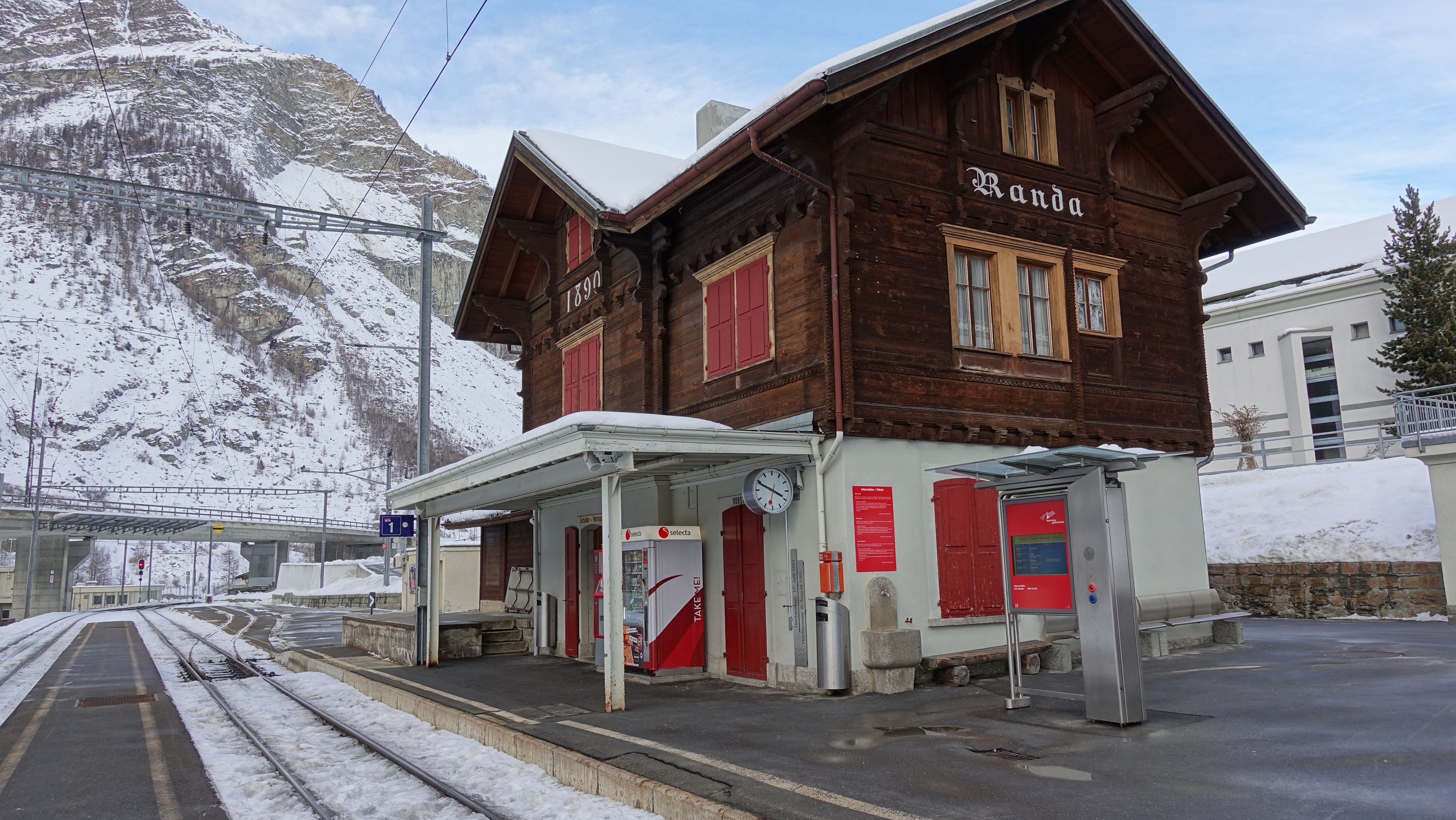
La stazione di Randa

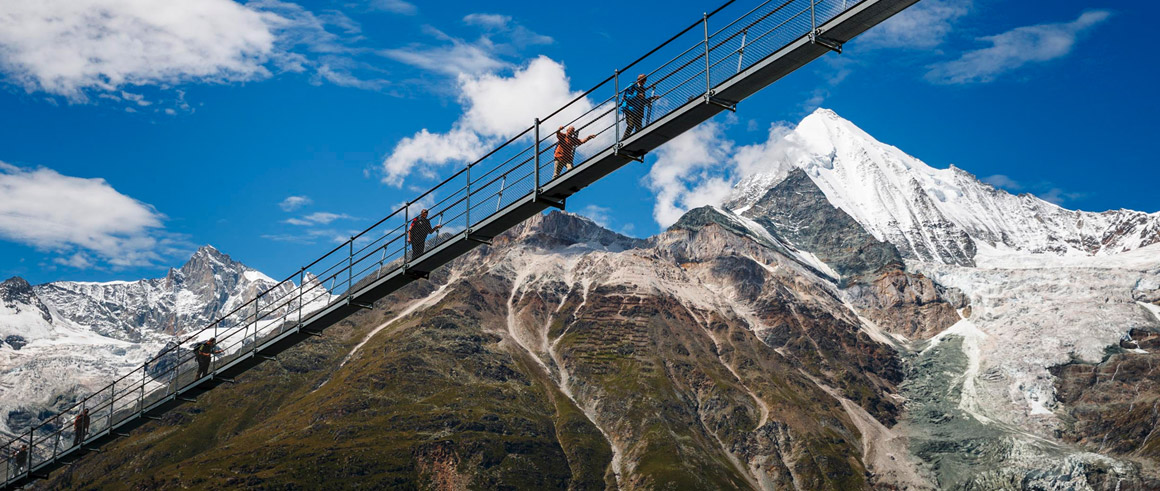
Il Charles Kuonen Hängebrücke

Randa è servito dall'omonima stazione, sulla ferrovia Briga-Visp-Zermatt. Nel territorio comunale è presente il ponte pedonale sospeso più lungo del mondo, il Charles Kuonen Hängebrücke.

## Amministrazione
Ogni famiglia originaria del luogo fa parte del cosiddetto comune patriziale e ha la responsabilità della manutenzione di ogni bene ricadente all'interno dei confini del comune.